# 台西交流道
台西交流道是台61線、台78線及台17線立體交叉的交流道，位於臺灣雲林縣四湖鄉、臺西鄉。台61線指標為233k；台78線指標為0k。於2014年8月31日通車，往東可與國道一號和國道三號連結。
|  | 233 台西 |           | 古坑 台西 |
|  | 0 台西   |           | 口湖 麥寮 |
|  | 0 台西   | 台西 四湖 |           |

## 與北門交流道的差異
台西交流道與北門交流道同樣都是東西向快速公路和台61線、台17線立體交叉，兩者差異如下：
- 台78線主線起點為台61線高架以西約0.1k到台17線為1公里，因此從台61線分出匝道銜接台78主線後再分出匝道下台17線。
- 台84線主線起點為台61線高架以東0k到台17線為0.5公里，從台61線先分出4匝道，南北向2匝道直下平面聯絡道路銜接台17線，另2匝道採高架跨越台17線無縫銜接台84主線高架橋，平面聯絡道路（台84線0.5k）與台17線平面交叉後亦可往東銜接台84主線高架橋。
- 台78線與台61線以高架對高架立體交叉，2條快速公路皆設有側車道，可以穿越台78線與台61線主線高架橋底下並互相聯絡。
- 台84線與台61線以高架對平面道路立體交叉，快速公路未設有側車道，但台17線以東之台84線主線設有側車道直通下營系統交流道。

## 外部連結
- 台61線、台78線台西交流道示意圖 （页面存档备份，存于）（交通部公路總局）